# Mercédès-Électrique
Mercédès-Électrique war ein französischer Hersteller von Automobilen.

## Unternehmensgeschichte
Emil Jellinek gründete 1906 das Unternehmen in Paris zur Produktion von Automobilen. Der Markenname lautete Mercédès-Électrique. Die Produktion fand bei Austro-Daimler statt. 1908 verließ Jellinek das Unternehmen. 1914 endete die Produktion.

## Fahrzeuge
Das Unternehmen stellte Elektroautos her. Ein Elektromotor sorgte für den Antrieb. Der Einsatzzweck vieler Fahrzeuge lag in den Städten und als Taxi.